# Responsions
Les responsions (en llatí responsiones) eren les càrregues que les comandes i priorats de l'Orde de Sant Joan de Jerusalem enviaven al Comú Tresor que estava situat a la seu central de l'Orde, successivament a Palestina,  Rodes i Malta. Un dels membres del Convent estava encarregat del Tresor i era qui cobrava aquestes sumes a cada priorat, que alhora també tenien un tresorer encarregat de reunir les quantitats i enviar-les al Convent.
El cobrament i l'arribada d'aquestes aportacions a la seu central sempre va ser un problema, sobretot perquè els monarques intentaven evitar que aquestes sumes sortissin del seu país, també perquè els mateixos hospitalers preferien quedar-se-les per fer treballs propis. El Mestre Philibert de Naillac (1396-1421) va batallar perquè aquests diners arribessin regularment al Convent i no haver de passar penúries econòmiques.